# Рашув (Каменногурський повіт)
Рашув (пол. Raszów, нім. Reussendorf) — село в Польщі, у гміні Каменна Гура Каменногурського повіту Нижньосілезького воєводства. Населення — 467 осіб (2011).
У 1975-1998 роках село належало до Єленьоґурського воєводства.

## Демографія
Демографічна структура станом на 31 березня 2011 року:
|          | Загалом | Допрацездатний вік | Працездатний вік | Постпрацездатний вік |
| -------- | ------- | ------------------ | ---------------- | -------------------- |
| Чоловіки | 245     | 70                 | 166              | 9                    |
| Жінки    | 222     | 50                 | 144              | 28                   |
| Разом    | 467     | 120                | 310              | 37                   |